# Supercalculator

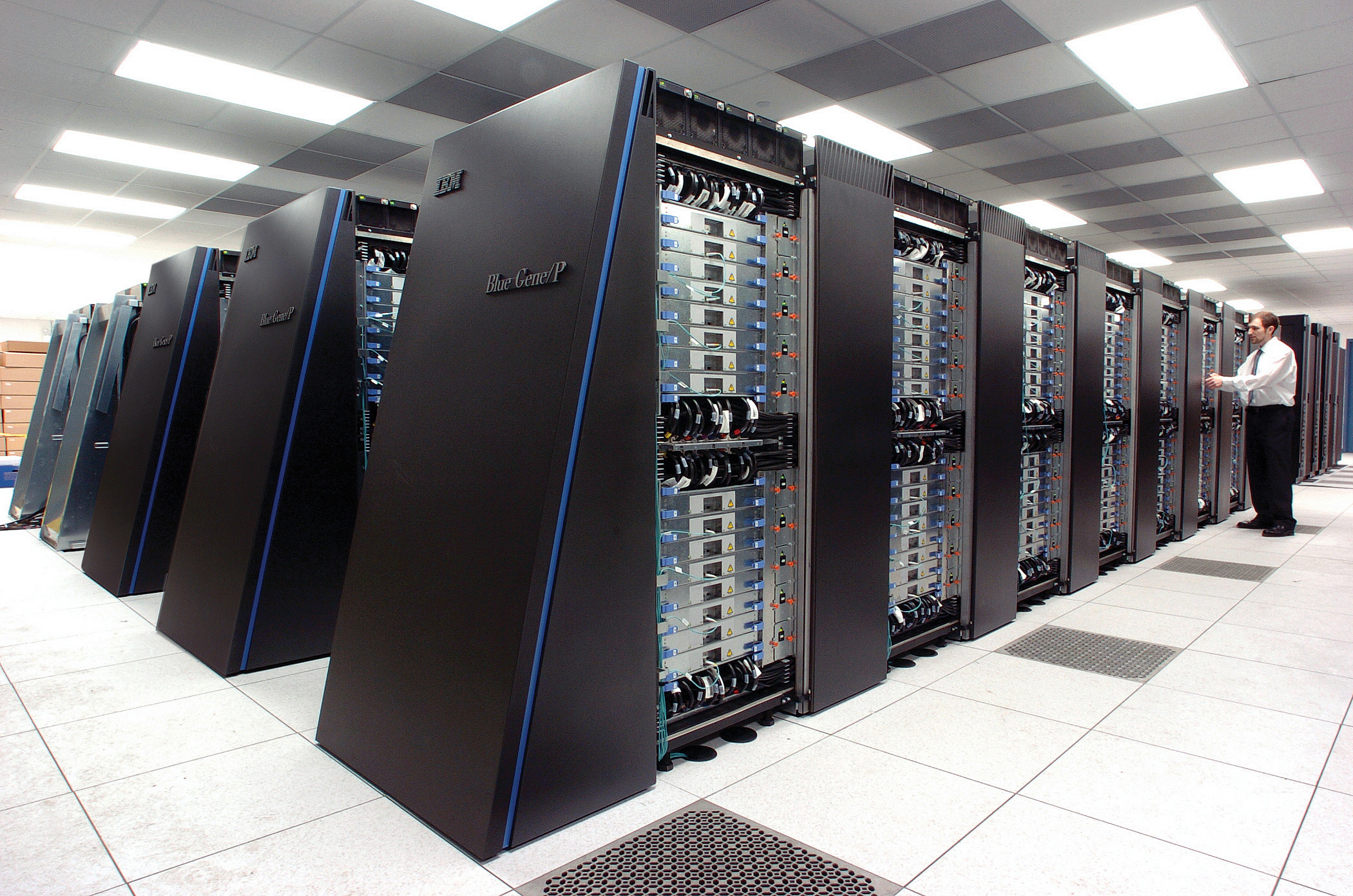
IBM Blue Gene/P.

Un supercalculator este un calculator complex care atinge cele mai mari viteze de execuție ale timpului său. Supercalculatorul este  compus din mai multe procesoare care utilizează aceleași dispozitive periferice (de I/O), accesează în mare parte aceeași memorie centrală și care funcționează concomitent și coordonat, în cooperație strânsă, astfel încât supercalculatorul poate atinge o mare capacitate   integrală de calcul. Modul de calcul al supercalculatoarelor se numește "calcul paralel". Numărul de procesoare interconectate ale unui supercalculator depășește la anumite modele chiar și 100.000. Pentru comparație, - un calculator normal - numit de tip "scalar", conține un singur procesor central.
Pentru a menține costul unui asemenea supercalculator la un nivel rezonabil, există și arhitecturi de supercalculatoare care fac uz de procesoare mai ieftine și mai lente, dar foarte numeroase, grupate în așa-numite "cluster"-e.
Printre primele firme care au produs supercalculatoare pentru piață ("comerciale") s-a numărat firma Cray prin anii 1970, numită așa după fondatorul ei Seymour Cray. Primul său supercalculator vândut și instalat oficial a fost celebrul Cray-1, care în anul 1976 a atins viteza de calcul de 180 MegaFLOPS (160 milioane de instrucțiuni cu virgulă mobilă pe secundă). Drept comparație, un PC normal din zilele noastre poate atinge câțiva GigaFLOPS (cu alte cuvinte, PC-ul de azi este deja de circa 1000 ori mai rapid la acest gen de instrucțiuni decât supercalculatorul din 1878).
Pe acest domeniu există o listă a celor mai rapide 50 de supercalculatoare de pe lume ("Top 500"), care se bazează pe testul standardizat numit "Linpack". Ea se actualizează de circa 2 ori pe an.
Pe lângă aceste supercalculatoare comerciale există desigur și linia supercalculatoarelor militare, care nu se pot cumpăra pe piață și despre care se cunosc doar puține amănunte.
Și procesoarele actuale de PC de tip multi-core, deci care au 2 sau mai multe miezuri sau nuclee (engleză: cores), ca de exemplu cele de tip Intel Core i7 sau și AMD Phenom, sunt într-un anumit sens supercalculatoare.

## Domenii de utilizare a supercalculatoarelor
Supercalculatoarele se utilizează la numeroase modelări și simulări informatice (simulare pe calculator), în special pe următoarele domenii:
- biologie
- chimie
- geologie
- explorare aerospațială
- medicină
- meteorologie
- fizică
- matematică, criptografie
- tehnică militară

Dar, nu orice problemă se pretează la rezolvarea pe un supercalculator. De asemenea, dacă se folosește de exemplu un supercalculator cu 200 procesoare în loc de 100, asta nu înseamnă deloc o înjumătățire automată a timpului de rezolvare. Viteza totală de calcul care se poate atinge depinde, pe lângă numărul de procesoare ale supercalculatorului, și de arhitectura sa internă precum și de problema însăși, de metoda de programare utilizată, de compilator și de alți factori.

## Cronologia supercalculatoarelor campioane, pe ani
Rezultatele măsurătorilor vitezei și capacității de calcul se actualizează anual și sunt publicate pe la mijlocul anului. Pe lângă următorii campioni anuali există desigur și multe alte companii și modele de supercalculatoare.
| Perioadă  | Supercalculator                  | Viteză maximă               | Locație                                                                                                 |
| --------- | -------------------------------- | --------------------------- | --- |
| 1906–1938 | Babbage Analytical Engine, Mill  | 0,3 OPS                     | RW Munro, Woodford Green, Essex, Anglia                                                                 |
| 1938–1939 | Zuse Z1                          | 1 OPS                       | Apartamentul părinților lui Konrad Zuse, Methfeßelstraße, Berlin, Germania                              |
| 1939–1941 | Zuse Z2                          | 5 OPS                       | Apartamentul părinților lui Konrad Zuse                                                                 |
| 1941–1942 | Zuse Z3                          | 20 OPS                      | German Aerodynamics Research Institute (Deutsche Versuchsanstalt für Luftfahrt) (DVL), Berlin, Germania |
| 1942      | Atanasoff Berry Computer (ABC)   | 30 OPS                      | Iowa State University, Ames, Iowa, SUA                                                                  |
| 1942–1943 | TRE Heath Robinson               | 200 OPS                     | Bletchley Park, Anglia                                                                                  |
| 1943–1946 | TRE Colossus                     | 5 kOPS                      | Bletchley Park, Anglia                                                                                  |
| 1946–1956 | U. of Pennsylvania ENIAC         | 50 kOPS                     | Aberdeen Proving Ground, Maryland, USA                                                                  |
| 1956–1958 | MIT TX-0                         | 83 kFLOPS                   | Massachusetts Inst. of Technology, Lexington, Massachusetts, USA                                        |
| 1958–1960 | IBM SAGE                         | 400 kFLOPS                  | U.S. Air Force, USA                                                                                     |
| 1960–1961 | UNIVAC LARC                      | 500 kFLOPS                  | Laboratorul Național Lawrence Livermore, California, USA                                                |
| 1961–1964 | IBM 7030 "Stretch"               | 1,2 MFLOPS                  | Laboratorul Național os Alamos, New Mexico, USA                                                         |
| 1964–1969 | CDC 6600                         | 3 MFLOPS                    | Laboratorul Național Lawrence Livermore California, USA                                                 |
| 1969–1974 | CDC 7600                         | 36 MFLOPS                   | Laboratorul Național Lawrence Livermore, California, USA                                                |
| 1974–1975 | CDC Star-100                     | 100 MFLOPS                  | Laboratorul Național Lawrence Livermore, California, USA                                                |
| 1975–1976 | Burroughs ILLIAC IV              | 150 MFLOPS                  | NASA Ames Research Center, California, USA                                                              |
| 1976–1981 | Cray-1                           | 250 MFLOPS                  | Laboratorul Național Los Alamos, New Mexico, USA (peste 80 vândute la nivel mondial)                    |
| 1981–1983 | CDC Cyber 205                    | 400 MFLOPS                  | (numeroase situri în lume)                                                                              |
| 1983–1984 | Cray X-MP/4                      | 941 MFLOPS                  | Los Alamos & Laboratorul Național Lawrence Livermore, Battelle, Boeing                                  |
| 1984–1985 | M-13                             | 2,4 GFLOPS                  | Scientific Research Institute of Computer Complexes, Moscova, URSS                                      |
| 1985–1989 | Cray-2/8                         | 3,9 GFLOPS                  | Laboratorul Național Lawrence Livermore, California, USA                                                |
| 1989–1993 | ETA10-G/8                        | 10,3 GFLOPS                 | Florida State University, Florida, USA                                                                  |
| 1993–1994 | Thinking Machines CM-5           | 37,5 GFLOPS                 | Laboratorul Național Los Alamos, California, USA                                                        |
| 1994–1995 | Fujitsu Numerical Wind Tunnel II | 236 GFLOPS                  | National Aerospace Lab, Japonia                                                                         |
| 1995–2000 | Intel ASCI Red                   | 2,150 TFLOPS                | Sandia National Laboratories, New Mexico, USA                                                           |
| 2000–2002 | IBM ASCI White                   | 9,216 TFLOPS                | Laboratorul Național Lawrence Livermore, California, USA                                                |
| 2002–2004 | NEC Earth Simulator              | 35,860 TFLOPS               | Yokohama Institute for Earth Sciences, Japonia                                                          |
| 2004–2005 | IBM Blue Gene/L prototip         | 74 TFLOPS                   | IBM, Rochester, Minnesota, USA                                                                          |
| 2005      | IBM Blue Gene/L prototip         | 280,6 TFLOPS                | IBM, Laboratorul Național Lawrence Livermore , California, USA                                          |
| ????      | SUN ???                          | 326 TFLOPS                  | ???, University of Texas, Texas, USA                                                                    |
| ????      | IBM Blue Gene/P                  | 450,3 TFLOPS                | IBM, Argonne National Laboratory, USA                                                                   |
| ????      | IBM Blue Gene/L                  | 478,2 TFLOPS                | IBM, Laboratorul Național Lawrence Livermore, USA                                                       |
| 2008      | IBM Roadrunner                   | 1.026 TFLOPS (1 PFLOPS)     | IBM, Laboratorul Național Los Alamos , SUA                                                              |
| 2009      | IBM Roadrunner BladeCenter       | 1.457 TFLOPS (1,457 PFLOPS) | IBM, DOE / NNSA / LANL, SUA                                                                             |
| 2010      | Cray Jaguar-Cray XT5-HE          | 2.331 TFLOPS (2,331 PFLOPS) | Oak Ridge National Laboratory, USA                                                                      |

Sisteme viitoare:
- Blue Gene/P: 1 Petaflops
- ASCI Purple
- ASCI Thor's Hammer